# Rochfortbridge
Rochfortbridge (iriska: Droichead Chaisleán Loiste) är ett samhälle i Westmeath på Irland. Rochfortbridge har omkring 1 700 invånare och ligger på vägen N6. 